# Messunsicherheitsbudget
Ein Messunsicherheitsbudget ist in der Messtechnik eine Übersicht über die Beiträge zur Messunsicherheit einer Messung. Es dient der Ermittlung der Unsicherheit eines Messergebnisses. Somit ist das Messunsicherheitsbudget ein Mittel um die metrologische Rückführbarkeit eines Messergebnisses zu zeigen. Das Messunsicherheitsbudget ist deshalb nach  DIN ISO 10012-1 als Bestandteil des Qualitätssicherungs-Systems Voraussetzung für die Akkreditierung entsprechend ISO/IEC 17025 von Laboratorien, die Messmittel kalibrieren.

## Aufstellung
Im Rahmen einer Messunsicherheitsanalyse erfolgt nach der Beschreibung des Messverfahrens und dem Aufstellen der vollständigen Modellgleichung der Messung die Darstellung eines zugehörigen Messunsicherheitsbudgets. Hierzu werden die Kenntnisse über alle Eingangsgrößen (Messwerte, Verteilungsfunktion, Standardunsicherheiten) genutzt. Aus dieser Analyse und speziell der Auswertung des Messunsicherheitsbudgets können dann der Ergebniswert mit seiner Standardunsicherheit, der Erweiterungsfaktor und die Angabe der erweiterten Messunsicherheit ermittelt werden.